# VOICE (中村あゆみのアルバム)
『VOICE』（ヴォイス）は、男性歌手の楽曲を集めた中村あゆみ初のカバー・アルバム。2008年7月23日発売。発売元は、ソニー・ミュージックダイレクト。

## 解説
オリコン週間チャートでは1995年発売のアルバム『Cry Baby』以来TOP30入りを記録。ディリーチャート12位を獲得。同年11月26日、同アルバムに「翼の折れたエンジェル（ストロングバージョン）」を追加収録した『VOICE plus』が発売。

## 収録曲
・編曲 杉山圭一（1.4.6.7）鎌田ジョージ（特記以外）
1. 蕾
  - 作詞・作曲 小渕健太郎　
  - オリジナルはコブクロ。2007年3月21日リリース
2. 桜坂
  - 作詞・作曲 福山雅治　　
  - オリジナルは福山雅治。2000年4月26日リリース
3. シェリー 
  - 作詞・作曲 尾崎豊
  - オリジナルは尾崎豊。1985年3月21日リリースアルバム『回帰線』収録
4. 瞳をとじて
  - 作詞・作曲 平井堅　
  - オリジナルは平井堅。2004年4月28日リリース
5. HOWEVER
  - 作詞・作曲 TAKURO
  - オリジナルはGLAY。1997年8月6日リリース
6. SOMEDAY
  - 作詞・作曲 佐野元春　
  - オリジナルは佐野元春。1981年6月25日リリース
7. 真夏の果実
  - 作詞・作曲 桑田佳祐
  - オリジナルはサザンオールスターズ。1990年7月25日リリース
8. 悲しみは雪のように
  - 作詞・作曲 浜田省吾　
  - オリジナルは浜田省吾。1981年11月21日リリース
9. スローなブギにしてくれ
  - 作詞 松本隆 作曲 南佳孝　
  - オリジナルは南佳孝。1981年1月21日リリース
10. 勝手にしやがれ
  - 作詞 阿久悠 作曲 大野克夫　
  - オリジナルは沢田研二。1977年5月21日リリース
11. ENDLESS　RAIN
  - 作詞・作曲 YOSHIKI　
  - オリジナルはX JAPAN。1989年12月1日リリース
12. 翼の折れたエンジェル （2008 Version） 
  - 作詞・作曲 高橋研　
  - ボーナス・トラック。中村のオリジナル曲。
13. 翼の折れたエンジェル（ストロングバージョン） 
  - 作詞・作曲 高橋研　
  - 『VOICE plus』のみボーナス・トラック。「キリンストロングセブン」CMソング